# František Křepela
František Křepela (14. května 1910 – 1969) byl český a československý politik, člen Československé strany národně socialistické, za kterou byl po roce 1945 poslancem Prozatímního a Ústavodárného Národního shromáždění.

## Biografie
Profesí byl velkoobchodníkem. Provozoval velkoobchod s papírovým zbožím v Ostravě.
V letech 1945-1946 byl poslancem Prozatímního Národního shromáždění za národní socialisty. Po parlamentních volbách v roce 1946 se stal poslancem Ústavodárného Národního shromáždění. Zde setrval až do parlamentních voleb roku 1948.
Po únorovém převratu byl politicky pronásledován. V roce 1949 byl uvězněn a roku 1950 odsouzen. Žádal o propuštění z vězení a v letech 1968–1969 vedl rehabilitační řízení.